# 韋堅
韋 堅（い けん、? - 天宝5載（746年））は、唐代玄宗期の官僚。運輸による功績で玄宗に重用された。李林甫と敵対し、政争に敗れる。配流中に自殺を命じられた上で、殺された。

## 経歴
京兆府万年県の出身。名門韋氏の貴顕に生まれ、若くして官職についた。開元25年（737年）、長安令となり、その才幹で知れ渡る。この時から貴人と交わり、玄宗の意を探っていたと伝えられる。江淮からの租税の運輸（漕運）を行い、毎年、朝廷の倉を物資で満たした。そのため、玄宗から有能と判断された。
天宝元年（742年）、陝郡太守・水陸転運使に昇進した。渭水の南に運河を造り、東につききって永豊倉のところで合流するように工事した。この時、民衆から怨みの声があがったと伝えられる。天宝2年（743年）、玄宗が望春楼から見ている中で、数百艘の船に各郡の特産品を運輸させて観覧式を行った。多くの見学人が集まり、この光景を見て驚いたと伝えられる。この功により、玄宗に大いに賞された。
李林甫とは、同じく姜皎の娘を妻にしている関係で仲が良かった。しかし、韋堅の玄宗からの恩愛が日々強くなっていること、韋堅がさらなる昇進を望んだこと、李適之と仲が良かったこと、韋堅の妹が李林甫と敵視している太子李亨の妃となっていることなどから、宰相となることを恐れた李林甫に憎まれた。天宝3載（744年）、御史中丞を兼任することになり、すぐに刑部尚書に昇進した。しかし、多くの使職ははずされ、楊慎矜が後任となった。
天宝5載（746年）、韋堅は皇甫惟明と夜遊びし、「ともに太子李亨を立てて謀反を起こそうとした」と李林甫に讒言される。縉雲郡太守に左遷させられた。弟の韋蘭・韋芝が兄の無実を訴えたが、かえって玄宗のさらなる怒りを買い、韋堅は江夏員外別駕にまで降格させられる。李亨は恐れて妃と離婚することを上表した。さらに、韋堅の嶺南までの流罪が決まり、韋蘭・韋芝、息子の韋諒も流罪となり、韋堅は自殺を命じられることとなる。使者として来た羅希奭によって殺され、韋蘭・韋芝・韋諒も殺された。
韋堅の部下であった人物も連座で流罪・降格となった。李林甫が韋堅の罪を探して、運輸を行っていた時の関係者を追求したため、牢獄はあふれ、罪人は船につながれることとなった。役所は懲罰・剥奪を止めず、裸のままで死ぬものが、李林甫が死ぬまで絶えなかったという。

## 伝記資料
- 『旧唐書』巻百五 列伝第五十五「韋堅伝」
- 『新唐書』巻百三十四 列伝第五十九「韋堅伝」
- 『資治通鑑』